# Barnstedt
Barnstedt er en kommune i den sydlige del af Landkreis Lüneburg i den tyske delstat Niedersachsen, og er den mindste kommune i Samtgemeinde Ilmenau. I kommunen ligger ud over Barnstadt, landsbyen Kolkhagen, der blev indlemmet i kommunen i 1974.

## Nabokommuner
Barnstedt ligger lige syd for Embsen, sydvest for Melbeck og mod vest i Samtgemeinde Amelinghausen ligger Betzendorf; Mod syd ligger Landkreis Uelzen.